# Uljano kupatilo
Uljano kupatilo je laboratorijski uređaj za grejanje koji koristi ključajuće ulje kao regulator temperature. Pošto različita ulja imaju različite tačke ključanja moguće je podesiti temperaturu na željeni nivo izborom podesnog ulja.
Uljano kupatilo je posuda sa uljem koja se zagreva na toploj ploči, otvorenim plamenom ili nekim drugim izvorom toplote.
Alternativna upotreba uljanog kupatila je za filtriranje čestica iz vazduha, putem provođenja vazdušne struje kroz (nezagrejano) uljano kupatilo. Ovaj tip vazdušnog filtera se nekad koristio u automobilskim motorima, ali je u današnje vreme papirnim filterima vazduha.

## Literatura
1. ↑  Рајковић, М. Б.;  . (1993). Аналитичка хемија. Београд: Савремена администрација.
2. ↑  R. Mihajlović, Kvantitativna hemijska analiza (praktikum), Kragujevac, 1998.